# 쓰카야마역
쓰카야마역(일본어: 塚山駅)은 일본 니가타현 나가오카시에 있는, 동일본 여객철도 신에쓰 본선의 철도역이다.

## 역 구조
단선 승강장 2면 2선을 가진 지상역이다. 승강장은 과선교로 연결되고 있다. JR 니가타 서비스가 역 업무를 위탁하는 업무위탁역이다. 자동발권기 외, 자동판매기, 화장실 등이 있다.

### 승강장
| 1 | ■ 신에쓰 본선 (하행) | 나가오카 · 니가타 방면     |
| 3 | ■ 신에쓰 본선 (상행) | 가시와자키 · 나오에쓰 방면 |

## 이용 현황
| 승차 인원 추이 | 승차 인원 추이     |
| 연도           | 1일 평균 승차 인원 |
| -------------- | ------------------ |
| 2000           | 306                |
| 2001           | 318                |
| 2002           | 323                |
| 2003           | 305                |
| 2004           | 272                |
| 2005           | 268                |
| 2006           | 249                |
| 2007           | 249                |
| 2008           | 271                |
| 2009           | 253                |
| 2010           | 237                |
| 2011           | 224                |

## 역 주변
- 국도 제404호선
- 쓰카야마 우편국
- 요넥스 니가타 생산본부

## 역사
- 1898년 12월 27일 : 호쿠에쓰 철도의 역으로서 개업.
- 1907년 8월 1일 : 일본국유철도법에 의해, 일본국유철도의 역이 된다.
- 1987년 4월 1일 : 일본국유철도 민영화에 의해, JR 동일본의 역이 된다.

## 인접역
| 동일본 여객철도 신에쓰 본선 | 동일본 여객철도 신에쓰 본선 | 동일본 여객철도 신에쓰 본선 |
| --------------------------- | --------------------------- | --------------------------- |
| 나가토리 나오에쓰 방면      | ■ 보통                      | 에치고이와쓰카 니가타 방면  |